# Abrodictyum sprucei
Abrodictyum sprucei är en hinnbräkenväxtart som först beskrevs av Bak., och fick sitt nu gällande namn av Ebihara och Dubuisson. Abrodictyum sprucei ingår i släktet Abrodictyum och familjen Hymenophyllaceae. Inga underarter finns listade.